# فرانتیشک هاورانک
فرانتیشک هاورانک (چکی: František Havránek; ۱۱ ژوئیهٔ ۱۹۲۳ – ۲۶ مارس ۲۰۱۱) بازیکن و مربی فوتبال اهل چکسلواکی بود.
از باشگاه‌هایی که در آن بازی کرده‌است می‌توان به باشگاه فوتبال ملادا بولسلاف اشاره کرد. وی به‌عنوان سرمربی تیم ملی فوتبال چکسلواکی به مقام قهرمانی بازی‌های المپیک تابستانی ۱۹۸۰ رسیده‌است.